# Данішевиці
Данішевиці (пол. Daniszewice) — село в Польщі, у гміні Ґошковиці Пйотрковського повіту Лодзинського воєводства.
Населення — 126 осіб (2011).
У 1975-1998 роках село належало до Пйотрковського воєводства.

## Демографія
Демографічна структура станом на 31 березня 2011 року:
|          | Загалом | Допрацездатний вік | Працездатний вік | Постпрацездатний вік |
| -------- | ------- | ------------------ | ---------------- | -------------------- |
| Чоловіки | 54      | 8                  | 40               | 6                    |
| Жінки    | 72      | 17                 | 37               | 18                   |
| Разом    | 126     | 25                 | 77               | 24                   |